# Slavistična revija
Slavistična revija, s podnaslovom Časopis za jezikoslovje in literarne vede/Journal for Linguistics and Literary Studies, je osrednji slovenski znanstveni časopis za področje jezika in literarne vede. V njej se objavljajo slavistične teme, poudarek pa je na raziskovanju slovenskega jezika in književnosti. Poleg tega lahko v njej najdemo tudi članke, ki prinašajo korespondenco, članke o rokopisih, zapiskih in redkih tiskih, etnografske prispevke, članke o biografijah pomembnih strokovnjakov in ustvarjalcev, prispevke, ki prinašajo bibliografije, članke o delovanju Slavističnega društva in drugo. Pestra tematika kaže na to, da je revija zasnovana širše humanistično.

## Zgodovina
Izhajati je začela leta 1948, na tridesetletnico začetka izhajanja Časopisa za slovenski jezik, književnost in zgodovino (1918–1931) in desetletnico revije Slovenski jezik (1938–1941). Zamišljena je bila kot četrtletnik, a je izhajala v različnem obsegu. Do leta 1949 jo je izdajalo Slavistično društvo v Ljubljani, kasneje sta se kot izdajatelja pridružila še Inštitut za slovenski jezik in Inštitut za literaturo pri Slovenski akademiji znanosti in umetnosti. Od leta 1967 pa revijo izdaja Slavistično društvo Slovenije.
Kot samostojna priloga revije je v letih 1955, 1956 in 1958 izšla še Linguistica, ki je bila namenjena predvsem bralcem jezikoslovcem v tujih deželah (članki so nastajali večinoma v tujih jezikih, s slovenskimi povzetki) in se je kasneje osamosvojila.

## Koncept revije
Predstavil ga je že njen prvi urednik Anton Ocvirk. Menil je, da se je pojavila potreba po podrobnem razpravljanju o slovenski slovstveni preteklosti in besedi. Slovenska literarna veda do takrat ni ustvarila preglednega in dognanega orisa novejšega slovenskega slovstva. Poudaril je tudi pomen sintetičnega in analitičnega analiziranja ter pozitiven vpliv mednarodnih stikov na naše ustvarjalce. Izpostavljal je stike slovenske književnosti z ostalimi slovanskimi, saj je bil mnenja, da imamo na področju primerjalne slovanske književnosti premalo napisanega. Nova revija naj bi tako poskrbela za dograjevanje izsledkov tradicije v tesnem stiku s sedanjostjo.

## Formalne značilnosti
Formalne značilnosti revije so bile v prvih dveh uredniških obdobjih še precej neenotne. Ko je na mesto odgovornega urednika prišel Jože Toporišič, pa je prišlo do večjih vsebinskih in oblikovnih sprememb revije.
- Zelenkasto barvo platnic je zamenjala rjavordeča,
- spremenil se je podnaslov revije (iz Časopisa za jezik in literarne vede v Časopis za jezikoslovje in literarne vede),
- uveljavil se je enoten način številčenja strani,
- dodana je bila rubrika V oceno smo prejeli.

Nova so tudi Navodila avtorjem, v katerih najdemo napotke in pravila za pisanje člankov; predpisani so: 
- jezik razprav (slovenščina, izjemoma še drugi slovanski jeziki, angleščina, nemščina, francoščina ali italijanščina),
- obseg razprav, kritik in poročil,
- način citiranja, povzemanja, sprotnega navajanja opomb.

Uredništvo zahteva tudi povzetek v tujem jeziku in sinopsis. Člankom so dodani tudi izvlečki, ki so v slovenščini in angleščini, in 3–5 ključnih besed. Poleg imena avtorja je navedeno tudi ime ustanove, kjer je zaposlen.

## Glavni uredniki
Revijo so urejali:
- Anton Ocvirk (1948–1963)
- Tine Logar (1967–1969)
- Jože Toporišič (1970–1977)

Leta 1981 se je uredniško vodstvo razdelilo na več tematskih uredništev, v katerih so med drugimi delovali Franc Zadravec, France Bernik, Janko Kos, Alenka Šivic Dular ... 
Danes je glavni in odgovorni urednik revije Miran Hladnik. Področna urednika sta Ada Vidovič Muha (za jezikoslovje) in Vladimir Osolnik (za literarne vede). Delo tehnične urednice opravlja Urška Perenič.